# Władimir Pierwuszyn
Władimir Giennadjewicz Pierwuszyn, ros. Владимир Геннадьевич Первушин (ur. 25 marca 1986 w Omsku) – rosyjski hokeista, trener.

## Kariera zawodnicza
- Awangard-WDW Omsk (2001-2003)
- Omskie Jastrieby (2003-2006)
- Awangard 2 Omsk (2006-2009)
- Awangard Omsk (2006-2013)
  -  Zauralje Kurgan (2008/2009)
- Admirał Władywostok (2013-2014)
- Awangard Omsk (2014-2015)
- Jugra Chanty-Mansyjsk (2015)
- Amur Chabarowsk (2015-2016)
  -  Sokoł Krasnojarsk (2016)
- Sibir Nowosybirsk (2016-2021)

Wychowanek i wieloletni zawodnik Awangarda Omsk. Od czerwca 2013 zawodnik Admirała Władywostok, gdzie trafił w wyniku wyboru zawodników z innych drużyn KHL. Od kwietnia 2014 ponownie zawodnik Awangardu. Od maja 2015 zawodnik. Od maja 2015 zawodnik Jugry (wraz z Kiriłłem Gawriliczewem w toku wymiany za Pawieła Walentienko. Od września 2015 zawodnik Amuru Chabarowsk. We wrześniu 2016 przekazany do Sokoła Krasnojarsk. Od listopada 2016 zawodnik Sibiru Nowosybirsk. Przedłużał tam kontrakt w marcu 2017 o rok, w sierpniu 2019 o kolejne dwa lata.

## Kariera trenerska
W czerwcu 2022 wszedł do sztabu trenerskiego drużyny Sibirskie Snajpiery Nowosybirsk z rozgrywek juniorskich MHL.

## Sukcesy
Klubowe
- Brązowy medal mistrzostw Rosji: 2007 z Awangardem Omsk
- Srebrny medal mistrzostw Rosji: 2012 z Awangardem Omsk
- Drugie miejsce w Pucharze Kontynentalnym: 2007
- Puchar Kontynentu: 2011 z Awangardem Omsk
- Pierwsze miejsce w Dywizji Czernyszowa w sezonie regularnym : 2011, 2012, 2013 z Awangardem Omsk
- Pierwsze miejsce w Konferencji Wschód w sezonie regularnym: 2011 z Awangardem Omsk